# Колычев, Николай Иванович
Никола́й Ива́нович Ко́лычев (3 ноября 1918 — 6 ноября 2000) — Герой Советского Союза, подполковник.

## Биография
Родился 3 ноября 1918 года в селе Палимовка Бузулукского района Оренбургской области в крестьянской семье. Русский. Член КПСС с 1942 года. В 1935 году окончил семилетнюю школу, а затем — школу ФЗУ. Работал слесарем-автоматчиком вагонного депо железнодорожной станции «Бузулук».
В августе 1939 года призван в Красную Армию. В мае 1940 года окончил курсы подготовки механиков-водителей при 270-м учебном танковом батальоне. На фронте с 1941 года, воевал на Брянском, Юго-Западном, Сталинградском, Западном и 3-м Белорусском фронтах, принимал активное участие в оборонительных боях под городами Ржев, Чернигов, Харьков, в Сталинградской битве, освобождении Украины, Белоруссии, в разгроме гитлеровцев на территории Восточной Пруссии. Был дважды ранен.

### Подвиг
3 июля 1944 года одним из первых освободителей прорвался в город Минск по Московскому шоссе, захватил единственный уцелевший мост через реку Свислочь и не дал врагу взорвать его. Это дало возможность частям корпуса беспрепятственно войти в город. Преследуя врага, взвод уничтожил и пленил свыше 100 гитлеровцев, захватил несколько тяжелых орудий противника. За эти подвиги командование представило Колычева к высшей награде. В его наградном листке говорится:

«В Оршанскую операцию, ведя со своим взводом боевую разведку, он проявил исключительную стойкость, мужество, отвагу. 26 июня в районе с. Червень его взвод встретился с 11 танками и самоходными орудиями врага. Колычев принял неравный бой и выиграл его. Противник, несмотря на явное превосходство в технике, не смог устоять против взвода храбрецов. Потеряв 2 танка „тигр“ и одно самоходное орудие, отошел. В этом бою экипаж гвардии лейтенанта Колычева лично подбил одного „тигра“. В боях за Минск гвардии лейтенант Колычев умножил свою славу. Его взвод ворвался в город с северной стороны, захватил единственный, оставшийся невзорванным мост через р. Свислочь… Мост был заминирован и хорошо охранялся. Благодаря решительным и смелым действиям Колычева противнику так и не удалось взорвать мост, через который устремились наши войска».

Звание Героя Советского Союза присвоено 24 марта 1945 года.

### После войны
После войны Н. И. Колычев продолжал службу в армии. В 1947 году он окончил Ленинградскую высшую офицерскую бронетанковую школу, а в 1957 году — Центральные курсы усовершенствования офицерского состава. С октября 1960 года полковник Колычев Н. И. — в запасе.
В 1967 году решением Минского городского Совета депутатов Н. И. Колычеву присвоено звание «Почётный гражданин города Минска».
Жил в городе Куйбышев (с 1991 года и ныне — Самара). Работал старшим техником-инспектором. Скончался 6 ноября 2000 года. Похоронен в Самаре на городском кладбище.

## Мемориальная доска
6 мая 2015 г. в  доме по адресу г. Самара, ул. Магнитогорская 6"А" была открыта мемориальная доска: «В этом доме жил Герой Советского Союза, командир взвода танковой разведки, лейтенант Колычев Н.И.».

## Факты биографии
После гибели осенью 1943 года в бою под Ельней командира взвода Николая Обыскалова этот взвод доверили Николаю Колычеву. Он крупными буквами написал на своем танке: «Лейтенант Обыскалов». Колычев как клятву пронёс через все бои имя боевого товарища, написанное на его танке. Везде помнил о боевом друге, воевал за него и за себя.
В двадцатисерийной эпопее «Великая Отечественная», в фильме, посвящённом освобождению Белоруссии, есть такой эпизод — по центральной улице празднично украшенного Минска идёт торжественное шествие, посвящённое тридцатилетию Победы. Во главе колонны шли почётные граждане города с широкими алыми лентами через плечо. Вместе с другими знатными людьми шёл бывший слесарь вагонного депо станции Бузулук, Герой Советского Союза, танкист Николай Иванович Колычев.

## Награды
- Медаль «Золотая Звезда»;
- орден Ленина;
- 2 ордена Отечественной войны 1-й степени;
- орден Отечественной войны 2-й степени;
- 2 ордена Красной Звезды;
- медали.